# Князь-Владимирская церковь (Лисий Нос)
Храм святого равноапостольного князя Владимира (Князь-Владимирская церковь) — приходской православный храм в поселке Лисий Нос в Санкт-Петербурге. Входит в состав Примоского благочиния Санкт-Петербургской епархии Русской православной церкви. Объект культурного наследия регионального значения.

## История

### Строительство
Храм был построен в 1913—1917 годах. Инициатором строительства стало Общество Благоустройства дачной местности в поселке Владимировка при станции Раздельная на предоставленном графом Стенбок-Фермором (по другим данным, Бельгийским анонимным акционерным обществом электрического освещения Санкт-Петербурга) участке земли. Автором проекта стал архитектор Павел Мульханов. Освящение храма состоялось уже после Февральской революции — в июле 1917 года. Чин освящения совершил архиепископ Петроградский и Гдовский Вениамин (Казанский).

### Годы гонений
В 1930-е годы церковь не была закрыта, хотя с неё был сброшен 62-пудовый колокол. Храм в это время оставался единственным действующим храмом на Карельском перешейке. Богослужения ненадолго прекратились после закрытия храма в 1937 году, но в 1938 году верующие добились возобновления служб. Храм, тем не менее, некоторое время находился под управлением обновленческих священников, умерших в блокаду.

### Блокада Ленинграда
Во время блокады Ленинграда Князь-Владимирская церковь была одним из немногих православных храмов, в которых не прекращались богослужения. В Пасху 1943 года для праздничной службы был отменен комендантский час. Накануне Пасхи 1944 года перед храмом прошло построение танковой колонны «Димитрий Донской», о котором вспоминал скульптор Виктор Новиков:
Кругом все светилось — и новые танки, и небо, и синие купола нашей старой лисьеносовской церкви, и хоругви с образами Георгия Победоносца.
После войны, в 1951 году, в храме был освящён придел во имя святителя Николая.

## Современное состояние
В настоящее время храм действует, при нём работает воскресная школа. В Князь-Владимирской церкви хранятся напольные иконы, перевезенные верующими по льду Финского залива из разрушенного Андреевского собора в Кронштадте. Омобо чтимые иконы храма — Казанская, Скоропослушница, «Всех Скорбящих Радости», а также образа Николая Чудотворца, преподобного Серафима Саровского и великомученика Пантелеймона.
К столетию со дня постройки храм был отреставрирован по проекту архитектора Ольги Рунтовой.

## Известные настоятели и клир
| Сан        | Имя                                                | Годы                                    | Дополнительно |
| ---------- | -------------------------------------------------- | --------------------------------------- | --- |
| иерей      | Михайловский, Павел                                | С 1917                                  | Провёл десять лет в заключении в годы советской власти. |
| иерей      | Курковский, Евгений Григорьевич                    | 1937, годы Великой Отечественной войны  | Крестил балерину Аллу Осипенко в 1937 году. |
| иерей      | Владимир (Кобец)                                   | С 30 сентября 1942 по октябрь 1944 года | |
| иерей      | Фомичёв, Николай Васильевич (в монашестве — Никон) | 1950—1952                               | Впоследствии — архиерей Русской православной церкви; в годы его настоятельства в храме был освящён придел Николая Чудотворца |
| протоиерей | Тарасов, Павел Петрович                            | 1953—1954                               | Во время блокады Ленинграда служил в Николо-Богоявленском кафедральном морском соборе и Князь-Владимирском соборе, награждён за церковно-патриотическую работу в дни блокады правом ношения Патриаршего (2-го) наперсного креста. |
| протоиерей | Дашевский, Димитрий Петрович                       | На 2020                                 | Настоятель храма. |
| протоиерей | Смирнов, Димитрий Васильевич                       | На 2020                                 | Священник храма. |